# Philipp Joseph Rehfues

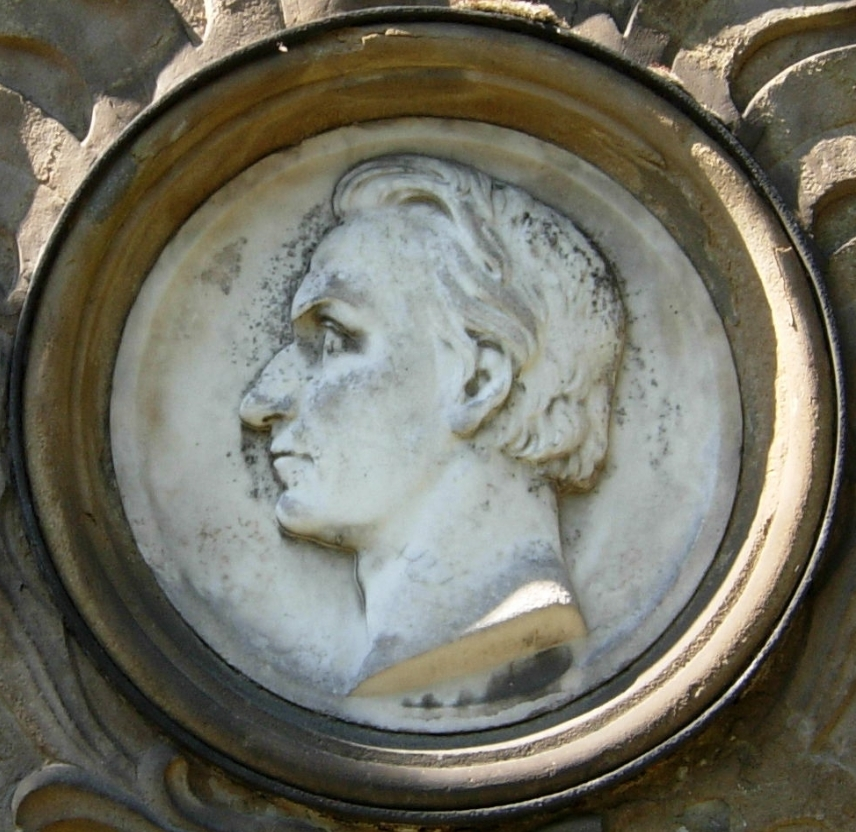
Philipp Joseph Rehfues.

Philipp Joseph von Rehfues, född den 2 oktober 1779 i Tübingen, död den 21 oktober 1843 i Römlinghoven, var en tysk skriftställare.
Rehfues tillbringade flera år i Italien, blev 1807 bibliotekarie hos kronprins Vilhelm av Württemberg, 1819 kurator för Bonns universitet, i vars stiftande han haft en väsentlig andel, och upphöjdes 1826 i ärftligt preussiskt adelsstånd. Genom skriften Reden an das deutsche Volk (1813–1814) gjorde Rehfues sin insats i Tysklands befrielsekrig. Han författade dessutom resebeskrivningar och några historiska romaner, bland vilka i synnerhet Scipio Cicala (1832; 2:a upplagan 1841) är ett diktverk av rang.